# Sanne Konijnenberg
Sanne Konijnenberg (Apeldoorn, 30 augustus 2004) is een Nederlands volleybalspeelster. Konijnenberg kwam in Nederland uit voor Alterno en VC Zwolle. Sinds 2024 komt ze uit voor SV Dynamo.

## Carrière
Konijnenberg begon met volleyballen bij de volleybalclub Alterno in haar geboortestad. In 2020 maakte ze de overstap naar competitiegenoot VC Zwolle. Hier draaide ze mee in de top van de Eredivisie. Konijnenberg concurreerde met Daantje Vennik voor de plek als spelverdeelster. In 2023 kampte Konijnenberg met een blessure waardoor de club Charlot Vellener als nieuwe concurrent erbij haalde voor de positie van spelverdeelster. Met de Zwollenaren haalde Konijnenberg in 2024 de finale van de Nederlandse beker. Deze ging echter met 1-3 verloren tegen VV Apollo 8. Diezelfde maand maakte Konijnenberg samen met ploeggenoten Veerle Buchwald en Jet Kok de overstap naar SV Dynamo.